# Indiana Jones Epic Stunt Spectacular!
Indiana Jones Epic Stunt Spectacular est un spectacle présentée dans un amphithéâtre avec une immense scène permettant à des cascadeurs de reproduire certaines scènes tirées des films. Située au Disney's Hollywood Studios en Floride depuis 1989 (sous le nom Disney-MGM Studios), c'est la première attraction avec des cascadeurs de Disney, autre que les performances de comédiens, ainsi que la première utilisation du thème d'Indiana Jones.

## Le spectacle
Le spectacle présente plusieurs cascadeurs et quelques membres du public invités à prendre part aux scènes présentées. Le spectacle a été produit par George Lucas, dirigé par Jerry Rees et les cascades par Glenn Randall. Il reprend plusieurs scènes célèbres du film Indiana Jones et les Aventuriers de l'arche perdue
L'attraction a été fermée durant 6 mois en 2000 pour être rénovée.
Cette attraction bénéficie du système FastPass
- Ouverture : 25 août 1989[2]
- Producteur exécutif : George Lucas
- Directeur : Jerry Rees
- Coordination cascadeurs : Glenn Randall
- Capacité : 2 085 spectateurs
- Durée : environ 35 min
- Type d'attraction : spectacle de cascade
- Situation : 28° 21′ 24″ N, 81° 33′ 31″ O